# Айсоим (приток Лыхна)
Айсоим (устар. Ай-Соим) — река в России, протекает в Ханты-Мансийском АО. Устье реки находится в 177 км по левому берегу реки Лыхн. Длина реки составляет 11 км.
Имеет два небольших притока — в верховье левый, в центральном течении — правый.

## Данные водного реестра
По данным государственного водного реестра России относится к Нижнеобскому бассейновому округу, водохозяйственный участок реки — Обь от впадения Иртыша до впадения реки Северная Сосьва, речной подбассейн реки — бассейны притока Оби от Иртыша до впадения Северной Сосьвы. Речной бассейн реки — (Нижняя) Обь от впадения Иртыша.
Код объекта в государственном водном реестре — 15020100112115300021965.